# Auboué
Auboué település Franciaországban, Meurthe-et-Moselle megyében. Lakosainak száma 2641 fő (2022. január 1.). Auboué Sainte-Marie-aux-Chênes, Homécourt, Moineville, Moutiers és Valleroy községekkel határos.

## Népesség
A település népességének változása:
| Lakosok száma | 5040 | 3685 | 3192 | 2701 | 2536 | 2509 | 2514 | 2617 | 2669 | 2641 |
|               | 1968 | 1982 | 1990 | 2006 | 2013 | 2015 | 2017 | 2019 | 2020 | 2022 |